# Convent de la Sagrada Família (Talarn)
El Convent de la Sagrada Família és una obra amb elements barrocs de Talarn (Pallars Jussà) inclosa a l'Inventari del Patrimoni Arquitectònic de Catalunya.

## Descripció
Edifici entre mitgeres adossat a la muralla de la vila i amb façana al carrer principal. Té quatre plantes d'alçada, baixos, golfes i pati posterior. La porta és adovellada amb arcada de mig punt i els murs de carreus arrebossats estan perforats per simples finestres, rematant la façana per una golfa amb finestres amb arcades de mig punt corregudes, i tenint una coberta amb voladís que sobresurt caracteritzant el carrer medieval-barroc.

## Història
L'any 184 es fundà l convent de la Sagrada Família per la mare Jané Angarill. Al 1900 fou traslladat el noviciat a la Seu d'Urgell.